# Yvonne Cagle
Yvonne Darlene Cagle (nascida em 24 de abril de 1959) é uma médica norte-americana, professora, coronel aposentada da Força Aérea dos Estados Unidos e ex-astronauta da NASA. Cagle nasceu em West Point, Nova Iorque e cresceu em Novato, na California. 

## Educação
Yvonne Cagle se graduou na Novato High School em Novato, Califórnia em 1977. Se graduou em bioquímica na San Francisco State University em 1981, e realizou seu doutorado em medicina na Universidade de Washington em 1985. Também em 1985, ela completou um estágio transicional no Highland General Hospital em Oakland, Califórnia. Cagle recebeu um certificado em medicina aeroespacial da School of Aeroespace Medicine na Base Aérea Militar de Brooks, no Texas, em 1988. Concluiu uma residência Ghent Family Practice na Eastern Virginia Medical School em 1992 e recebeu certificação como examinadora médica em aviação sênior da Administração de Aviação Federal em 1995. Em 2014, ela recebeu seu Ph.D. em Humanidades pela Fordham University.

## Força Aérea dos Estados Unidos
O treinamento médico de Cagle foi financiado pelo Health Professions Scholarship Program, pelo qual ela recebeu sua comissão como oficial da Força Aérea dos Estados Unidos e, posteriormente, recebeu sua certificação em medicina familiar. Ela se aposentou da força aérea com a patente de Coronel em 2009. Antes de se tornar astronauta da NASA, em maio de 1989, Cagle serviu como Oficial Médico Articulador da Força Aérea na missão da STS-30 que iria testar a aeronave Magellan. Trabalhou como médica na Clínica de Terapia Ocupacional da NASA de 1994 a 1996.Em 1996 foi selecionada para treinamento de astronauta.

## Carreira de astronauta
Yvonne Cagle foi membro do Grupo 16 de Astronautas da NASA em 1996. Atualmente, é designada para a Diretoria de Espaço e Ciências da Vida do Centro Espacial Lyndon B. Johnson. Cagle também atua como conselheira no Flight Opportunities Program da NASA.Ela também faz parte do corpo docente da Singularity University na área de exploração e desenvolvimento espacial e serve como contato da NASA na universidade. Recentemente foi selecionada para fazer parte da equipe reserva da Hawai’i Space Exploration Analog and Simulation (HI-SEAS), que faz parte de estudos da NASA para determinar maneiras de manter astronautas bem nutridos durante missões extensas em Marte ou na Lua. Além disso Yvonne é listada como membra honorária da Danish Astronautical Society. Em 2014, Cagle foi professora visitante na Universidade Fordham onde participou de pesquisas interdisciplinares em saúde, meio ambiente e performance humana. E ainda em 2014, foi premiada com um doutorado honorário pela Universidade Fordham pelas suas contribuições substanciais nos campos da ciência, tecnologia e saúde humana. A partir de junho de 2018, Cagle passa a ser considerada “NASA Management Astronaut” o que significa que apesar de ainda ser empregada pela NASA ela não é mais candidata a voos espaciais.